# Caimão Brac
Caimão Brac (português europeu) ou Caimã Brac (português brasileiro) ou Escarpa das Caimão (português europeu) ou Escarpa das Caimã (português brasileiro) (em inglês: Cayman Brac) é uma das três ilhas que formam a nação das Ilhas Caimão (Ilhas Caimã, em português brasileiro). Localizada no mar do Caribe a 145 quilômetros ao nordeste de Grande Caimão e oito quilômetros ao leste de Pequena Caimão. Tem aproximadamente 19 quilômetros de extensão e uma largura média de dois quilômetros. Seu terreno é o mais proeminente das três ilhas Caimão devido à grande colina de calcário que dá nome à ilha ("brac" significa colina em gaélico), que tem elevação máxima de aproximadamente 43 metros acima do nível do mar em sua parte leste. Brac é uma palavra do gaélica que significa escarpa ou penhasco acidentado.

## História
Cristóvão Colombo avistou Caimão Brac e Pequena Caimão em 10 de Maio de 1503, quando sua embarcação foi tirada de curso por conta de fortes ventos em uma viagem que havia partido de Hispaniola rumo ao Panamá. À época, Colombo batizou as ilhas de "Las Tortugas", por conta do grande número de tartarugas que viviam ali. Posteriormente foram batizadas "Las Caymanas" por Sir Francis Drake, tendo as iguanas nativas da ilha sido confundidos com caimãs, uma espécie de jacaré.
No auge da época da pirataria no Caribe, piratas usavam Caimão Brac como esconderijo e parada estratégica para repor seus mantimentos, já que existem vários poços de água fresca na ilha, e a fauna e flora local proporcionavam vários alimentos.